# نانسي كريس
نانسي كريس (بالإنجليزية: Nancy Kress)‏ (20 يناير 1948، بوفالو في الولايات المتحدة)؛ كاتِبة وروائية أمريكية.

## الجوائز
- جائزة هوغو لأفضل رواية قصيرة

## روابط خارجية
- نانسي كريس على موقع ميوزك برينز (الإنجليزية)